# Europese kampioenschappen wielrennen 2022
De Europese kampioenschappen wielrennen 2022 waren de 28e editie van de Europese kampioenschappen wielrennen die georganiseerd werden door de Union Européenne de Cyclisme (UEC). Het was het 26e kampioenschap met tijdrit, het 18e kampioenschap voor junioren en het zevende Europees kampioenschap voor elite mannen en vrouwen. De wedstrijden voor junioren en beloften werden van donderdag 7 tot en met zondag 10 juli 2022 gehouden in Anadia, in Portugal. De wedstrijden voor elite werden gehouden in München, Duitsland, in combinatie met o.a. de EK baanwielrennen, mountainbike en BMX, als onderdeel van de Europese Kampioenschappen 2022.

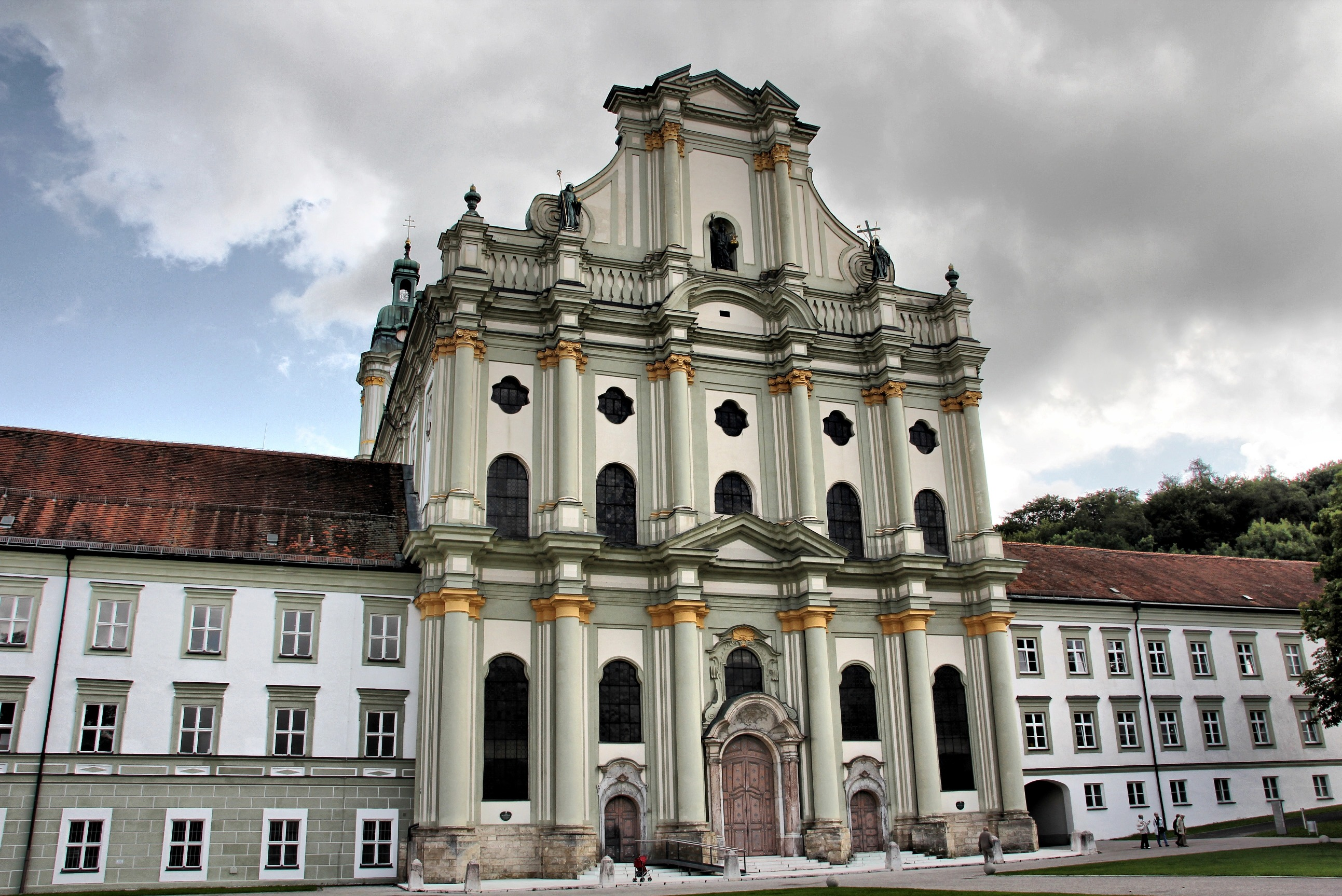
De tijdrit ging van start bij het klooster van Fürstenfeldbruck, 32 km ten westen van München.

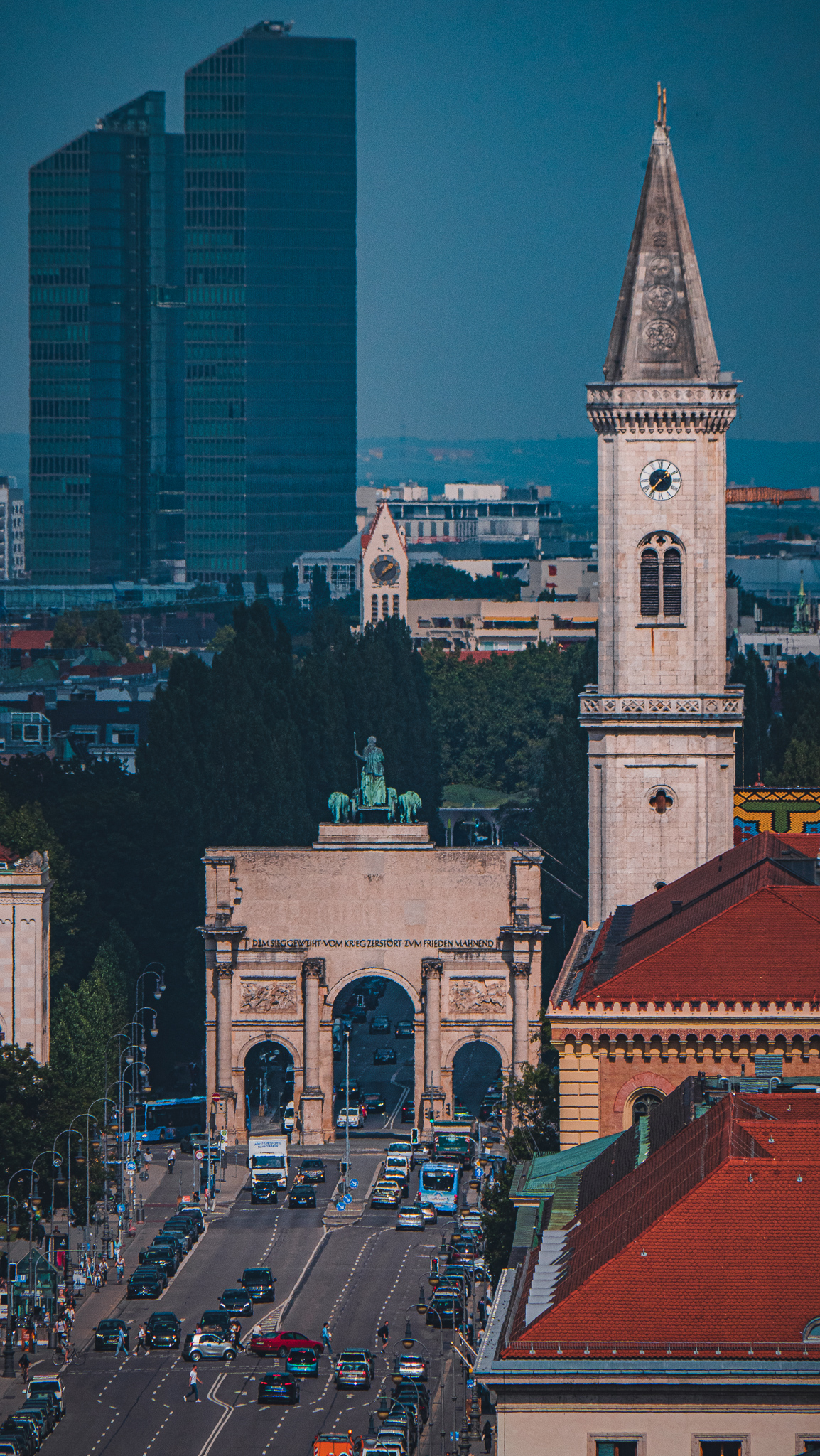
De finish van de wegwedstrijd lag op de Ludwigstraße in München. Een kilometer voor de finish draaide het peloton 180 graden rond de Siegestor.

## Deelnemers
De selecties van België en Nederland bij de elite waren als volgt:

### België
Mannen
Dries De Bondt, Aimé De Gendt, Rune Herregodts (tijdrit), Tim Merlier, Edward Theuns, Dries Van Gestel, Bert Van Lerberghe, Yves Lampaert, Jens Keukeleire
Vrouwen
Kim de Baat, Sanne Cant, Valerie Demey, Justine Ghekiere, Lone Meertens, Marthe Truyen, Jesse Vandenbulcke, Julie Van de Velde (tijdrit)

### Nederland
Mannen
Fabio Jakobsen, Jos van Emden (tijdrit), Danny van Poppel, Daan Hoole, Nils Eekhoff, Pascal Eenkhoorn, Jan Maas, Elmar Reinders
Vrouwen
Lorena Wiebes, Ellen van Dijk (tijdrit), Riejanne Markus (tijdrit), Charlotte Kool, Floortje Mackaij, Jeanne Korevaar, Anouska Koster, Thalita de Jong, Demi Vollering

## Wedstrijdschema
| Junioren en beloften in Anadia | Junioren en beloften in Anadia | Junioren en beloften in Anadia | Junioren en beloften in Anadia | Junioren en beloften in Anadia |
| Discipline                     | Datum                          | Tijd                           | Categorie                      | Afstand                        |
| ------------------------------ | ------------------------------ | ------------------------------ | ------------------------------ | ------------------------------ |
| Tijdrit                        | Donderdag 7 juli               | 10:00u                         | Vrouwen junioren               | 22 km                          |
| Tijdrit                        | Donderdag 7 juli               | 11:00u                         | Mannen junioren                | 22 km                          |
| Tijdrit                        | Donderdag 7 juli               | 15:00u                         | Vrouwen beloften               | 22 km                          |
| Tijdrit                        | Donderdag 7 juli               | 16:00u                         | Mannen beloften                | 22 km                          |
| Mixed relay                    | Vrijdag 8 juli                 | 10:00u                         | Ploegenestafette junioren      | 44 km                          |
| Mixed relay                    | Vrijdag 8 juli                 | 11:30u                         | Ploegenestafette beloften      | 44 km                          |
| Wegrit                         | Zaterdag 9 juli                | 10:00u                         | Vrouwen junioren               | 83,1 km                        |
| Wegrit                         | Zaterdag 9 juli                | 14:00u                         | Mannen junioren                | 125,9 km                       |
| Wegrit                         | Zondag 10 juli                 | 10:00u                         | Vrouwen beloften               | 104,5 km                       |
| Wegrit                         | Zondag 10 juli                 | 14:00u                         | Mannen beloften                | 147,3 km                       |
| Elitewedstrijden in München    |                                |                                |                                |                                |
| Discipline                     | Datum                          | Tijd                           | Categorie                      | Afstand                        |
| Wegrit                         | Zondag 14 augustus             | 12:30u                         | Mannen elite                   | 209,4 km                       |
| Tijdrit                        | Woensdag 17 augustus           | 14:00u                         | Vrouwen elite                  | 24 km                          |
| Tijdrit                        | Woensdag 17 augustus           | 17:30u                         | Mannen elite                   | 24 km                          |
| Wegrit                         | Zondag 21 augustus             | 11:30u                         | Vrouwen elite                  | 129,8 km                       |

## Medaillewinnaars
| Elite           | 1                                                                                    | 1                                                                      | 1                                                                     |
| --------------- | ------------------------------------------------------------------------------------ | ---------------------------------------------------------------------- | --------------------------------------------------------------------- |
| Wegrit mannen   | Fabio Jakobsen                                                                       | Arnaud Démare                                                          | Tim Merlier                                                           |
| Wegrit vrouwen  | Lorena Wiebes                                                                        | Elisa Balsamo                                                          | Rachele Barbieri                                                      |
| Tijdrit mannen  | Stefan Bissegger                                                                     | Stefan Küng                                                            | Filippo Ganna                                                         |
| Tijdrit vrouwen | Marlen Reusser                                                                       | Ellen van Dijk                                                         | Riejanne Markus                                                       |
| Beloften        | 1                                                                                    | 1                                                                      | 1                                                                     |
| Mixed relay     | Duitsland Maurice Ballerstedt Linda Riedmann Ricarda Bauernfeind Tobias Buck-Gramcko | Zwitserland Fabio Christen Jasmin Liechti Annika Liehner Arnaud Tendon | Nederland Lars Boven Mischa Bredewold Femke Gerritse Tim Marsman      |
| Wegrit mannen   | Felix Engelhardt                                                                     | Mathias Vacek                                                          | Davide De Pretto                                                      |
| Wegrit vrouwen  | Shirin van Anrooij                                                                   | Vittoria Guazzini                                                      | Fem van Empel                                                         |
| Tijdrit mannen  | Alec Segaert                                                                         | Fran Miholjević                                                        | Eddy Le Huitouze                                                      |
| Tijdrit vrouwen | Shirin van Anrooij                                                                   | Vittoria Guazzini                                                      | Marie Le Net                                                          |
| Junioren        | 1                                                                                    | 1                                                                      | 1                                                                     |
| Mixed relay     | Italië Alessandro Cattani Nicolas Milesi Alice Toniolli Valentina Zanzi              | Duitsland Hannah Kunz Louis Leidert Jette Simon Fabian Wünstel         | Estland Elisabeth Ebras Oliver Rüster Laura Lizette Sander Lauri Tamm |
| Wegrit mannen   | Jan Christen                                                                         | Jørgen Nordhagen                                                       | Léo Bisiaux                                                           |
| Wegrit vrouwen  | Églantine Rayer                                                                      | Eleonora Ciabocco                                                      | Federica Venturelli                                                   |
| Tijdrit mannen  | Mathieu Kockelmann                                                                   | Jens Verbrugghe                                                        | Emil Herzog                                                           |
| Tijdrit vrouwen | Justyna Czapla                                                                       | Églantine Rayer                                                        | Febe Jooris                                                           |

## Medaillespiegel
| #      | Land        | 1  | 1  | 1  | Totaal |
| ------ | ----------- | -- | -- | -- | ------ |
| 2      | Zwitserland | 3  | 2  | 0  | 5      |
| 1      | Nederland   | 4  | 1  | 3  | 8      |
| 3      | Duitsland   | 3  | 1  | 1  | 5      |
| 4      | Italië      | 1  | 4  | 4  | 9      |
| 5      | Frankrijk   | 1  | 2  | 3  | 6      |
| 6      | België      | 1  | 1  | 2  | 4      |
| 7      | Luxemburg   | 1  | 0  | 0  | 1      |
| 8      | Kroatië     | 0  | 1  | 0  | 1      |
| 8      | Noorwegen   | 0  | 1  | 0  | 1      |
| 8      | Tsjechië    | 0  | 1  | 0  | 1      |
| 11     | Estland     | 0  | 0  | 1  | 1      |
| Totaal | Totaal      | 14 | 14 | 14 | 42     |